# Brit Awards de 1984
O Brit Awards de 1984 foi a 4ª edição do maior prêmio anual de música pop do Reino Unido. Eles são administrados pela British Phonographic Industry e ocorreram em 21 de fevereiro de 1984 no Grosvenor House Hotel, em Londres.

## Vencedores e nomeados
| Produtor Britânico do Ano                                                                        | Gravação Clássica |
| ------------------------------------------------------------------------------------------------ | --- |
| - Steve Levine - Alan Winstanley & Clive Langer - Peter Collins - Steve Lillywhite - Trevor Horn | - Kiri Te Kanawa - Giacomo Puccini - Michael Tippett - Simon Rattle - Trevor Pinnock |
| Artista Solo Masculino Britânico                                                                 | Artista Solo Feminina Britânica |
| - David Bowie - Cliff Richard - Elton John - Paul McCartney - Paul Young                         | - Annie Lennox - Alison Moyet - Bonnie Tyler - Toyah Willcox - Tracey Ullman |
| Grupo Britânico                                                                                  | Melhor Revelação Britânica |
| - Culture Club - Eurythmics - Madness - The Police - UB40                                        | - Paul Young - Big Country - Howard Jones - Tracey Ullman - Wham! |
| Artista Internacional                                                                            | Prêmio de Realização Especial |
| - Michael Jackson - Billy Joel - Hall & Oates - Lionel Richie - Men at Work                      | - Álbum Britânico do Ano: Michael Jackson – Thriller (Estados Unidos) - Single Britânico do Ano: Culture Club – "Karma Chameleon" - Contribuição Excepcional para a Música: : George Martin - Prêmio Sony Trophy Award por Excelência Técnica:: Spandau Ballet |